# Coppa del Baltico 2005
La Coppa del Baltico 2005 è stata la 21ª edizione della competizione, la 10ª dalla reistituzione di questa manifestazione nel 1991 a seguito del collasso dell'Unione Sovietica.
Ha visto la vittoria della Lituania, per l'occasione Paese ospite, che si è aggiudicata per la nona volta la Coppa del Baltico.

## Formula
A causa del rifiuto dell'Estonia, l'edizione 2005 della Coppa del Baltico non si è disputata con la tradizionale formula del girone all'italiana, bensì in forma di scontro diretto tra le uniche due nazionali partecipanti.

## Risultati
| Arbitro: | Granat |

|                 |           |  |
| Morinas 25’ 81’ | Marcatori |  |